# Alangasí
Alangasí ist ein südöstlicher Vorort der ecuadorianischen Hauptstadt Quito und eine Parroquia rural („ländliches Kirchspiel“) im Kanton Quito der Provinz Pichincha. Die Parroquia Alangasí gehört zur Verwaltungszone Los Chillos. Das Verwaltungsgebiet besitzt eine Fläche von 29,98 km². Die Einwohnerzahl betrug im Jahr 2010 24.251.

## Lage
Die Parroquia Alangasí befindet sich in den Anden im Südosten des Ballungsraumes Quito. Der Río San Pedro fließt entlang der westlichen Verwaltungsgrenze nach Nordosten und entwässert dabei das Areal. Dessen rechter Nebenfluss Río Pita begrenzt das Verwaltungsgebiet im Südwesten. Der tiefste Punkt der Parroquia liegt auf einer Höhe von 2400 m. Im Nordosten der Parroquia erhebt sich der 3185 m hohe erloschene und teils erodierte Vulkan Ilaló. Das etwa 2570 m hoch gelegene Verwaltungszentrum befindet sich 15 km südöstlich vom Stadtzentrum von Quito. Durch den äußersten Südosten der Parroquia führt die Fernstraße E35 (Latacunga–Ibarra), die östlich an Quito vorbei führt.
Die Parroquia Alangasí grenzt im Norden an die Parroquias Guangopolo und Tumbaco, im Nordosten und im Osten an die Parroquia La Merced, im Südosten an die Parroquia Píntag, im Süden und im Südwesten an das Municipio von Sangolquí (Kanton Rumiñahui) sowie im Westen an die Parroquia Conocoto.

## Geschichte
1832 wurde vom Dominikaner-Orden die kirchliche Pfarrei „Pueblo Angélico de Santo Tomás de Alangasí“ gegründet. Die zivilrechtliche Parroquia Alangasí wurde am 2. Februar 1860 eingerichtet.